# Here Comes the Whistleman
Here Comes the Whistleman est un album de Roland Kirk sortit en 1965.

## Description
Here Comes the Whistleman est le premier de douze albums que Roland Kirk enregistrera avec l’aide du producteur Joel Dorn pour Atlantic. Kirk, déçu du peu d’intérêt que les portaient les labels pour lesquels il avait enregistré, était depuis peu sans contrat  et se laissa persuader par le jeune Dorn d’enregistrer cet album. La captation se fait alors dans les studios Atlantic de New York devant un public le 14 mai 1965. Dorn arrivera en retard à l’enregistrement à cause d’embouteillages, on peut entendre Roland Kirk en plaisanter sur l’album. Musicalement, on retrouve toutes les caractéristiques particulières à Kirk, son jeu de ténor, sa technique de jeu simultané de plusieurs saxophones et d’autres divers instruments qu’il met au service d’un jazz teinté de blues qui peut aussi emprunter au R&B comme sur Making Love After Hours par exemple. Sur Yesterdays et Step Right Up on peut également entendre le bassiste Major Holley chanter ses solos d’une voix grave, une technique rarement utilisée.

## Pistes
Sauf indication, toutes les compositions de Roland Kirk
1. Roots (4:09)
2. Here Comes the Whistle Man (4:53)
3. I Wished on the Moon (Dorothy Parker, Ralph Rainger) (4:48)
4. Making Love After Hours (4:20)
5. Yesterdays (Otto Harbach, Jerome Kern) (3:54)
6. Aluminum Baby (Jaki Byard) (4:41)
7. Step Right Up (4:41)

## Musiciens
- Roland Kirk – Saxophone ténor, saxophone alto, Stritch, Manzello, flûte traversière
- Major Holley – Basse
- Charles Crosby – Batterie
- Jaki Byard – Piano (pistes 1, 2 et 6)
- Lonnie Smith – Piano (pistes 3, 4, 5 et 7)